# Gran Premi d'Espanya de Motocròs 250cc 1967
L'edició de 1967 del Gran Premi d'Espanya de Motocròs 250cc fou la 6a d'aquesta prova. Organitzat per la Penya Motorista 10 x Hora, el Gran Premi era la primera prova del Campionat del Món d'aquell any i tingué lloc el cap de setmana del 2 i 3 d'abril al Circuit de Santa Rosa, a Santa Coloma de Gramenet. Hi participaren 40 pilots de 14 països diferents (quatre dels quals catalans) i hi assistiren nombrosos espectadors.
Fou la darrera edició del Gran Premi celebrada al Circuit de Santa Rosa, ja que a partir de l'any següent l'esdeveniment es traslladà al Circuit del Vallès, creat expressament amb aquesta finalitat en uns terrenys de l'antiga Mancomunitat de Sabadell i Terrassa.

## Curses

### Primera mànega
| Posició | Pilot              | Motocicleta |
| ------- | ------------------ | ----------- |
| 1       | Víktor Arbékov     | ČZ          |
| 2       | Leonid Shinkarenko | Jawa-CZ     |
| 3       | Olle Pettersson    | Husqvarna   |
| 4       | Jacky Wiertz       | Bultaco     |
| 5       | Adolf Weil         | Maico       |
| 6       | Marcel Wiertz      | Bultaco     |
| 7       | Pere Pi            | Montesa     |
| 8       | Ivan Polas         | Jawa-CZ     |
| 9       | Fred Mayes         | Norton      |
| 10      | Joël Robert        | CZ          |

### Segona mànega
| Posició | Pilot              | Motocicleta |
| ------- | ------------------ | ----------- |
| 1       | Víktor Arbékov     | ČZ          |
| 2       | Torsten Hallman    | Husqvarna   |
| 3       | Joël Robert        | CZ          |
| 4       | Olle Pettersson    | Husqvarna   |
| 5       | Jacky Wiertz       | Bultaco     |
| 6       | Leonid Shinkarenko | Jawa-CZ     |
| 7       | Don Rickman        | Bultaco     |
| 8       | Marcel Wiertz      | Bultaco     |
| 9       | Ivan Polas         | Jawa-CZ     |
| 10      | José Sánchez       | Bultaco     |

## Classificació final
| Posició | Pilot              | Motocicleta | Punts |
| ------- | ------------------ | ----------- | ----- |
| 1       | Víktor Arbékov     | ČZ          | 2     |
| 2       | Olle Pettersson    | Husqvarna   | 7     |
| 3       | Leonid Shinkarenko | Jawa-CZ     | 8     |
| 4       | Jacky Wiertz       | Bultaco     | 9     |
| 5       | Joël Robert        | CZ          | 13    |
| 6       | Marcel Wiertz      | Bultaco     | 14    |
| 7       | Ivan Polas         | Jawa-CZ     | 17    |
| 8       | Pere Pi            | Montesa     | 18    |
| 9       | Fred Mayes         | Norton      | 21    |
| 10      | Adolf Weil         | Maico       | 24    |